# Садовка (Стерлітамацький район)
Садо́вка (рос. Садовка, башк. Садовка) — село у складі Стерлітамацького району Башкортостану, Росія. Входить до складу Буріказгановської сільської ради.
Населення — 424 особи (2010; 451 в 2002).
Національний склад:
- мордва — 92%